# 亚历山大·恩别特
亚历山大·尤里耶维奇·恩别特（俄語：Александр Юрьевич Энберт，1989年4月17日—）生于列宁格勒（今圣彼得堡），是一名俄罗斯男子花样滑冰运动员，主攻双人滑。恩别特的第一个搭档是Viktoria Kazantseva，两人曾参加2006年世界青年花样滑冰锦标赛。2007年至2010年间，他和Ksenia Ozerova搭档。2010年3月，他听从教练的建议开始和Katarina Gerboldt搭档。两人搭档四年后于2014年4月拆对，2014/15赛季，恩别特和Vasilisa Davankova搭档此期间恩别特和搭档参与的比赛不多，一个赛季后，他开始和纳塔利娅·扎比亚科搭档至今。